# Międzyrządowy Zespół ds. Zmian Klimatu
Międzyrządowy Zespół ds. Zmian Klimatu (ang. Intergovernmental Panel on Climate Change, w skrócie IPCC) – naukowe i międzyrządowe ciało doradcze utworzone w 1988 na wniosek członków ONZ, przez dwie organizacje Narodów Zjednoczonych – Światową Organizację Meteorologiczną (WMO) oraz Program Środowiskowy Organizacji Narodów Zjednoczonych (UNEP). Celem IPCC jest dostarczenie obiektywnej, naukowej informacji na temat zmiany klimatu. Siedzibą organizacji jest Genewa.

## Działalność
Pierwszym przewodniczącym IPCC został szwedzki klimatolog Bert Bolin. W 1997 roku zastąpił go brytyjski chemik atmosfery Robert Watson, którego następcą został w 2002 roku inżynier przemysłowy i ekonomista Rajendra Kumar Pachauri.
Obecnym przewodniczącym IPCC jest wybrany 6 października 2015 Hoesung Lee z Korei Południowej, profesor ekonomii specjalizujący się w tematyce zmiany klimatu, energetyki i zrównoważonego rozwoju.
IPCC i Al Gore w 2007 otrzymali Pokojową Nagrodę Nobla. Nagroda została przyznana „za ich wysiłki na rzecz budowy i upowszechniania wiedzy na temat zmian klimatu wywołanych przez człowieka oraz do stworzenia podstaw dla opracowania planów działań, które są niezbędne, aby przeciwdziałać takim zmianom”.
Głównymi dokumentami publikowanymi przez IPCC są raporty na temat zmiany klimatu, jej konsekwencji, możliwości adaptacji oraz ograniczenia ocieplenia. IPCC nie prowadzi pomiarów, obserwacji ani innego rodzaju badań. Swoje opracowania opiera na opublikowanych wcześniej przez naukowców z całego świata artykułach naukowych. Raporty przechodzą długi cykl redakcyjny, obejmujący nominacje i wybór autorów, przygotowanie wstępnej wersji, recenzje ekspertów, poprawki i odpowiedzi na recenzje, przygotowanie wersji ostatecznej pełnego raportu oraz specjalnego podsumowania dla decydentów.
Do tej pory IPCC opublikowało 6 raportów podsumowujących (ang. Assessment Reports), stanowiących wszechstronne podsumowania aktualnej wiedzy na temat zmiany klimatu. Pierwszy z nich ukazał się w 1990 roku (w 1992 wydano suplement), kolejne w latach 1995, 2001, 2007 i 2014. Szósty raport ukazał się w trzech częściach, pierwsza poświęcona fizycznym podstawom zmian klimatu została opublikowana w 2021, druga poświęcona wpływowi zmian klimatu na ludzką cywilizację w lutym 2022 a trzecia poświęcona mitygacji zmian klimatu w kwietniu 2022.
Oprócz raportów podsumowujących, IPCC przygotowuje raporty specjalne:
- 1997 – The Regional Impacts of Climate Change: An Assessment of Vulnerability (Regionalne skutki zmiany klimatu: ocena podatności)[17],
- 1999 – Aviation and the Global Atmosphere (Lotnictwo i globalna atmosfera)[18],
- 2000 – Land Use, Land-Use Change, and Forestry (Użytkowanie terenu, zmiany użytkowania terenu i leśnictwo)[19],
- 2000 – Emissions Scenarios (Scenariusze emisji)[20],
- 2000 – Methodological and Technological Issues in Technology Transfer (Metodologiczne i techniczne problemy transferu technologii)[21],
- 2005 – Safeguarding the Ozone Layer and the Global Climate System (Ochrona warstwy ozonowej globalnego systemu klimatycznego)[22],
- 2005 – Carbon Dioxide Capture and Storage (Wychwyt i składowanie dwutlenku węgla)[23],
- 2011 – Renewable Energy Sources and Climate Change Mitigation (Odnawialne źródła energii i ograniczenie zmiany klimatu)[24],
- 2012 – Managing the Risks of Extreme Events and Disasters to Advance Climate Change Adaptation (Zarządzanie ryzykiem zjawisk ekstremalnych i katastrof dla poprawy adaptacji do zmiany klimatu)[25],
- 2018 – Global Warming of 1,5 °C (Globalne ocieplenie o 1,5 °C)[26],
- 2019 – Climate change and land (Zmiana klimatu i systemy lądowe)[27],
- 2019 – Ocean and Cryosphere in the Changing Climate (Ocean i kriosfera w zmieniającym się klimacie)[28].

Raporty IPCC są wykorzystywane przy formowaniu narodowych i międzynarodowych programów klimatycznych oraz polityki finansowania badań zmian klimatycznych.
W 2010 roku komisja IAC (InterAcademy Council) dokonała przeglądu procedur wykorzystywanych przez IPCC i zarekomendowała szereg zmian, mających na celu ich poprawę i wzmocnienie. Rekomendacje IAC zostały przyjęte podczas 33 sesji IPCC w maju 2011 roku.

## Pierwszy raport IPCC
Pierwszy raport IPCC (ang. First Assessment Report, w skrócie FAR) powstał w roku 1990 i stanowił podstawę dla uchwalenia Ramowej konwencji Narodów Zjednoczonych w sprawie zmian klimatu. Składał się z trzech części:
- Working Group I: Scientific Assessment of Climate Change[33],
- Working Group II: Impacts Assessment of Climate Change[34],
- Working Group III: The IPCC Response Strategies[35].

W roku 1992 wydano suplementy do raportu, stanowiące jego aktualizację na potrzeby uczestników Szczytu Ziemi w Rio de Janeiro oraz zbiorcze podsumowanie dla decydentów. 
W pierwszym raporcie IPCC stwierdzono już z całą pewnością, że emisje gazów cieplarnianych związanych z działalnością człowieka nasilają efekt cieplarniany i spowodowały w okresie 1890–1990 ocieplenie klimatu o 0,3–0,6 °C. Przewidziano, że przy braku działań zmierzających do ograniczenia emisji gazów cieplarnianych (czyli dalszym wzroście emisji, scenariusz "biznes jak zwykle") średnia temperatura będzie w XXI wieku rosła w tempie mniej więcej 0,3 °C/10 lat.

## Drugi raport IPCC
Drugi raport IPCC (ang. Second Assessment Report, w skrócie SAR) został wydany w latach 1995–1996. Podzielony był na cztery części:
- Working Group I: The Science of Climate Change[37],
- Working Group II: Impacts, Adaptations and Mitigation of Climate Change: Scientific-Technical Analyses[38],
- Working Group III: Economic and Social Dimensions of Climate Change[39],
- Synteza raportu[40].

Autorzy raportu stwierdzili między innymi:
1. dalszy wzrost koncentracji gazów cieplarnianych,
2. chłodzący wpływ na klimat części aerozoli antropogenicznych,
3. obserwowalną zmianę klimatu od końca XIX wieku (wzrost średniej temperatury o 0,3–0,6 °C),
4. istotny i identyfikowalny wpływ człowieka na klimatu[37].

Przewidziano także dalszy wzrost temperatury powierzchni Ziemi.

## Trzeci raport IPCC
The Third Assessment Report został wydany w 2001 roku. Składa się on z czterech części:
- Working Group I: The Scientific Basis[41]
- Working Group II: Impacts, Adaptation and Vulnerability[42]
- Working Group III: Mitigation[43]
- Synthesis Report[44]

## Czwarty raport IPCC
The Fourth Assessment Report (ang., w skrócie AR4) jest kolejnym raportem dotyczącym zmian klimatu opracowywanym przez IPCC. Podsumowanie raportu zostało opublikowane na początku 2007 roku, a pełny raport był opublikowany latem 2007. Został on napisany przez ponad 600 autorów z 40 krajów i był recenzowany przez 620 ekspertów i przedstawicieli rządów. Streszczenie raportu zostało ocenione przez przedstawicieli 113 krajów.

## Piąty raport IPCC
The Fifth Assessment Report (ang., w skrócie AR5) został opublikowany 2 listopada 2014. W grudniu 2012 została umieszczona na sieci wstępna wersja AR5. Dane, które służyły do opracowania piątego raportu IPCC, są dostępne na portalu Earth System Grid Federation.

## Specjalny raport IPCC dotyczący globalnego ocieplenia o 1,5 °C
Specjalny raport dotyczący globalnego ocieplenia o 1,5 °C (w skrócie SR15) został opublikowany 8 października 2018. Raport został ogłoszony podczas 48. sesji IPCC w celu “przedstawienia wiarygodnych, opartych na badaniach naukowych wytycznych dla organów rządowych” w zakresie przeciwdziałania zmianie klimatu.

## Szósty raport IPCC
The Sixth Assessment Report (ang., w skrócie AR6) został opublikowany w trzech częściach 9 sierpnia 2021 (raport I grupy roboczej), 28 lutego 2022 (raport II grupy roboczej) oraz 4 kwietnia 2022 (raport III grupy roboczej).